# Zeche Juliana
Die Zeche Juliana war ein Bergwerk im Wittener Stadtteil Annen-Hohenstein. Die Zeche ist auch bekannt unter dem Namen Zeche Juliane oder auch Juliane bei Witten. In der zweiten Hälfte des 19. Jahrhunderts wurde auf dem Bergwerk auch Kohleneisenstein abgebaut. Das Bergwerk wurde auf dem Südflügel der Borbecker Mulde im Flöz Mausegatt betrieben.

## Geschichte

### Die Anfänge
Im Jahr 1744 erfolgte die Vermessung der Berechtsame. Im Jahr 1765 wurde die Mutung für die Kohlenbank In der Borbecker Wies eingelegt. Als Muter trat Johann Jürgen Niederste Frielinghaus auf. Die Kohlenförderung war bis zur Inaugenscheinnahme untersagt. Am 3. Juli 1765 wurde das gemutete Feld durch den Bergmeister Rielke Inaugenschein genommen. Am 24. Juni 1766 erfolgte die Verleihung des Längenfeldes für das Flöz Mausegatt. Im September desselben Jahres erhielt der Gewerke Niederste Frielinghaus die Quittung über die Zahlung der Konzessionsgebühren durch den Bergboten Christian von Lünen ausgehändigt. Am 6. März 1767 wurde das Bergwerk in Betrieb genommen. Im Jahr 1768 erfolgte die Vermessung der Berechtsame. Am 26. Februar des Jahres 1771 waren als Gewerken Johann Jürgen Niederste Frielinghaus und sein Bruder Johann Henrich Niederste Frielinghaus in die Unterlagen des Bergamtes eingetragen. Beide Gewerke hatten eine gleich hohe Anzahl an Kuxen. Die Rezeßgelder waren seit dem Zeitpunkt der Vermessung gezahlt worden. Bis 1771 war das Bergwerk nachweislich in Betrieb.

### Die weiteren Jahre
Während der Betriebszeit waren mehrere Schichtmeister für das Bergwerk verantwortlich. Ab 1796 war das Bergwerk wieder außer Betrieb. Im Jahr 1839 genehmigte das Bergamt die Wiederinbetriebnahme des Bergwerks. Als Gewerken des Bergwerks waren Johann Jürgen Niederste Frielinghaus und L. Küper eingetragen. Im Juni 1839 erfolgte die Wiederinbetriebnahme. Allerdings war der alte Stollen mittlerweile verfallen, dies führte anfänglich zu größeren Schwierigkeiten. Es wurde ein Förderstollen östlich der Wetterstraße in der Borbecke aufgefahren, zusätzlich wurde über Tage ein Wetterüberhauen zum Tage erstellt. Ab dem Jahr 1840 wurde mehrere Jahre im Stollenbau gearbeitet. Die anfallenden Berge wurden auf einer Bergehalde deponiert. Der Grundstückseigentümer, auf dessen Grundstück sich die Bergehalde und der Stollen befanden, erhielt hierfür von den Bergwerksbetreibern eine Entschädigung in der Höhe des 130. Scheffels. Am 28. Dezember 1847 erfolgte die Verleihung des Längenfeldes Juliane 2 als Belehnung. Die Verleihung erfolgte für das Flöz Mausegatt Unterbank. Im Jahr 1848 hatte der Stollen mittlerweile eine Auffahrungslänge von 836 Metern. In den Jahren 1848 und 1849 wurde ein Eisenbahnanschluss erstellt. Über die Eisenbahn wurden die Gruskohlen an Kalk- und Ziegelbrennereien transportiert. Am 31. Oktober 1849 erfolgte die Verleihung für die Erweiterung. 1856 war das Baufeld nachweislich bereits einige Jahre abgebaut. Die Übernahme durch die Zeche Vereinigte Franziska Tiefbau erfolgte am 29. Dezember 1866. Am 21. November 1889 wurde der südwestliche Teil des Feldes endgültig zur Zeche Vereinigte Franziska Tiefbau und der nordöstliche Teil zur Zeche Vereinigte Hamburg konsolidiert.

## Förderung und Belegschaft
Die ersten Belegschaftszahlen sind für das Jahr 1845 und Förderzahlen sind für das Jahr 1840 benannt. 1840 wurden 2.156 Scheffel (539,25 preußische Tonnen) Steinkohle gefördert. Im Jahr 1844 stieg die Förderung an auf 31.392 Scheffel, das entspricht 7.848 preußische Tonnen. Ein Jahr später erfolgte ein erneuter Förderanstieg auf 61.154 Scheffel. Die Belegschaft schwankte in diesem Jahr zwischen zehn und achtzehn Bergleuten. Auch im Jahr 1847 stieg die Förderung an auf 66.262 Scheffel. Die Förderung wurde von elf bis 23 Bergleuten erbracht. Dies sind die letzten Förder- und Belegschaftszahlen des Bergwerks.